# Týskt-Føroyskt Vinafelag
Týskt-Føroyskt Vinafelag – Deutsch-Färöischer Freundeskreis e. V. er en tysk – færøsk venskabsforening, der blev stiftet den 9. oktober 1988 i Düsseldorf af en kreds af tyske frimærkesamlere, som specielt var interesseret i færøske frimærker. Med tiden opstod der et behov for mere kendskab til det lille øsamfund i det nordlige Atlanterhav. 
Foreningens hovedmål er at styrke de kulturelle og videnskabelige forbindelser mellem Tyskland og Færøerne. Foreningen er åben for alle, som interesserer sig for Færøerne, uanset bopæl og nationalitet.

## Aktiviteter
Hovedaktiviterne er at oplyse om Færøerne i de tysktalende lande og at oplyse færingerne om de tysktalende lande. Foreningen har også en del medlemmer på Færøerne, Danmark og andre ikke tysksprogede lande 
Foreningens tysksprogede tidskrift TJALDUR er det eneste tidskrift i de tysktalende lande, der kun handler om Færøerne. Det indeholder blandt andet oversatte beretninger fra de færøske aviser, artikler om færøsk litteratur, sport og politik. Tjaldur udkommer to gange om året og har et omfang på mindst 100 sider. 